# Bengt Hambraeus
Bengt Hambraeus (Estocolm, (Suècia), 29 de gener de 1928 - Glen Roy, Ontario, (en el comtat de Glengarry), prop de Montreal, Quebec, Canadà, 21 de setembre de 2000), fou un organista, compositor i musicòleg suec-canadenc.
Hambreaus estudià orgue amb Alf Linder i musicologia amb Carl-Allan Moberg, en la Universitat d'Uppsala, aconseguint el seu doctorat el 1956 amb una tesi sobre notació musical medieval. De 1957 a 1972 treballà en el departament de música de la Ràdio sueca, i finalment ocupà càrrecs executius i de productor, durant aquest temps es convertí en un emissari d'alt perfil de música nova a Suècia, donant alè a la discussió de noves formes musicals, la renovació de l'orgue, música amb nous conceptes tonals/tècnics i la integració de l'art interpretatiu, l'improvisació, la electrònica en viu i els efectes estereofònics/espacials en l'execució de concerts tradicionals. També fou un prolífic compositor.
El 1972 es convertí en professor de composició en la Universitat McGill de Montreal i va romandre al Canadà fins a la seva mort el 2000. Entre el seus alumnes notables s'hi troben el compositor Peter Allen i el pianista Richard Hunt.
Fou elegit membre de la Reial Acadèmia Sueca de Música el 1967 i va rebre la Medalla Reial sueca Litteris et Artibus el 1986.
Hambraeus escriví música per a una gran quantitat d'instruments, però potser és més conegut per les seves obres per a orgue. Junt amb Mauricio Kagel i György Ligeti fou un dels primers en utilitzar mètodes compositius d'alta modernitat per a compondre música per a orgue.
Limelight Records llençà les seves Constellations and Interferences en LP.

## Obres seleccionades
- 1958 Constel·lacions I
- 1959 constel·lacions II per a sons d'orgue (Lp Cat. No. Philips 838 750 AY)
- 1961-62 Interferenzen (interferències per a el orgue) Lp Cat. No. Philips 838 750 AY
- 1966-67 Tre Pezzi por Organo
- 1969 Nebulosa
- 1974 Ricercare por órgano
- 1981 Livre d'orgue (4 volums)
- 1992 Missa pro organo: in memoriam Olivier Messiaen
- 1999 Riflessioni per organo grande